# Dr. Romantic
Dr. Romantic (hangul: 낭만닥터 김사부; RR: Nangmandakteo Gimsabu) är en sydkoreansk TV-serie som hade premiär på SBS TV den 7 november 2016. Han Suk-kyu, Yoo Yeon-seok, Seo Hyun-jin, Ahn Hyo-seop, Lee Sung-kyung och Kim Joo-hun spelar huvudrollerna.

## Handling
En berättelse om Boo Yong-joo, en certifierad kirurg med trippelbräda, som en gång var på toppen av sitt område och brukade arbeta på Seouls främsta medicinska center, Geosan University Hospital. Efter en traumatisk händelse försvinner han och byter namn till Kim Sa-bu. Han börjar arbeta på ett litet sjukhus som heter Doldam, som ligger i Gangwon-provinsen.

## Rollista (i urval)
- Han Suk-kyu - Kim Sa-bu (Lärare Kim) / Boo Yong-joo
- Yoo Yeon-seok - Kang Dong-joo
- Seo Hyun-jin - Yoon Seo-jung
- Ahn Hyo-seop - Seo Woo-jin
- Lee Sung-kyung - Cha Eun-jae
- Kim Joo-hun - Park Min-gook